# Lepadella
Lepadella är ett släkte av hjuldjur som beskrevs av Bory de St. Vincent 1826. Lepadella ingår i familjen Lepadellidae.

## Dottertaxa tillLepadella, i alfabetisk ordning[1][2]
- Lepadella abbei
- Lepadella acuminata
- Lepadella adjuncta
- Lepadella akrobeles
- Lepadella amazonica
- Lepadella amphitropis
- Lepadella angusta
- Lepadella apsicora
- Lepadella apsida
- Lepadella astacicola
- Lepadella benjamini
- Lepadella berzinsi
- Lepadella beyensi
- Lepadella bicornis
- Lepadella bidentata
- Lepadella biloba
- Lepadella borealis
- Lepadella branchicola
- Lepadella canadensis
- Lepadella chengalathi
- Lepadella cornuta
- Lepadella costata
- Lepadella costatoides
- Lepadella cristata
- Lepadella cryphaea
- Lepadella curvicaudata
- Lepadella cyrtopus
- Lepadella dactyliseta
- Lepadella decora
- Lepadella degreefi
- Lepadella deridderae
- Lepadella desmeti
- Lepadella discoidea
- Lepadella donneri
- Lepadella dorsalis
- Lepadella duvigneaudi
- Lepadella ehrenbergii
- Lepadella elliptica
- Lepadella elongata
- Lepadella eurysterna
- Lepadella evaginata
- Lepadella favorita
- Lepadella gelida
- Lepadella glossa
- Lepadella haueri
- Lepadella heterodactyla
- Lepadella heterostyla
- Lepadella hyalina
- Lepadella imbricata
- Lepadella intermedia
- Lepadella koniari
- Lepadella kostei
- Lepadella lata
- Lepadella latusinus
- Lepadella lindaui
- Lepadella longiseta
- Lepadella margalefi
- Lepadella mascarensis
- Lepadella mataca
- Lepadella mica
- Lepadella minorui
- Lepadella minoruoides
- Lepadella minuscula
- Lepadella minuta
- Lepadella monodactyla
- Lepadella monodi
- Lepadella myersi
- Lepadella nartiangensis
- Lepadella neboissi
- Lepadella neglecta
- Lepadella nympha
- Lepadella oblonga
- Lepadella obtusa
- Lepadella ovalis
- Lepadella paparoa
- Lepadella parasitica
- Lepadella parvula
- Lepadella patella
- Lepadella pejleri
- Lepadella pontica
- Lepadella princisi
- Lepadella psammophila
- Lepadella pseudoacuminata
- Lepadella pseudosimilis
- Lepadella pterygoida
- Lepadella ptilota
- Lepadella pumilo
- Lepadella punctata
- Lepadella pyriformis
- Lepadella quadricarinata
- Lepadella quadricurvata
- Lepadella quinquecostata
- Lepadella rhodesiana
- Lepadella rhomboides
- Lepadella rhomboidula
- Lepadella riedeli
- Lepadella rottenburgi
- Lepadella sali
- Lepadella salisburii
- Lepadella serrata
- Lepadella similis
- Lepadella strepta
- Lepadella tana
- Lepadella tenella
- Lepadella triba
- Lepadella tricostata
- Lepadella triprojectus
- Lepadella triptera
- Lepadella tyleri
- Lepadella vandenbrandei
- Lepadella vanoyei
- Lepadella venefica
- Lepadella whitfordi
- Lepadella visenda
- Lepadella vitrea
- Lepadella wrighti
- Lepadella xenica
- Lepadella zigzag